# Zhob
La rivière Zhob est une rivière pakistanaise d'une longueur de 410 km qui coule dans les provinces du Khyber Pakhtunkhwa et du Baloutchistan. Elle est un affluent de la Gomal et donc un sous-affluent de l'Indus.

## Source de la traduction
- (de) Cet article est partiellement ou en totalité issu de l’article de Wikipédia en allemand intitulé « Zhob » (voir la liste des auteurs).